# Fórnols
Fórnols es una localidad española del municipio leridano de La Vansa Fornols, en la comunidad autónoma de Cataluña.

## Geografía
La localidad está ubicada al sur de la sierra del Cadí y se encuentra cerca del río Lavansa.

## Historia
Durante la primera guerra carlista, la localidad fue tomada por los carlistas, que incendiaron la iglesia local con 20 o 25 combatientes en su interior. A mediados del siglo XIX, el lugar, por entonces con ayuntamiento propio, contaba con una población censada de 160 habitantes. La localidad aparece descrita en el octavo volumen del Diccionario geográfico-estadístico-histórico de España y sus posesiones de Ultramar de Pascual Madoz de la siguiente manera:

FORNOLS: l. con ayunt. en la prov. de Lérida (20 leg.), part. jud. y dióc. de Urgel (3 1/4), aud. terr. y c. g. de Cataluña (Barcelona 21): sit. en lo alto de un cerro al mediodia de la montaña de Cadi, combatido por todos los vientos y de clima aunque frio saludable. Tiene 53 casas distribuidas en dos calles y una plaza, y sus hab. se surten de agua para sus necesidades, de una fuente que hay en el pueblo, de buena calidad. La igl. parr. (San Clemente), es de curato de primer ascenso, servida por un cura de provision de S. M., y del diocesano, segun los meses, pero siempre en concurso general: es sufragáneo de esta el l. de Cornellana; y el cementerio se halla dentro del pueblo de la matriz. Se estiende el térm. 2 1/2 leg. de N. á S., y 1 1/2 de E. á O., confinando N. con el de Adrahent; E. Cornellana; S. Labansa, y O. con el mismo: á dist. de 1/2 leg. del l. pasa el r. llamado de Labansa, que lleva como dos muelas de agua y cria buenas truchas, no aprovechándose su caudal para el riego de sus tierras por la aspereza del terr.: no obstante se utiliza en algun modo para una fragua ó áb. de hierro que hay junto á este. El terreno áspero en general es de mediana calidad; no habiendo otros montes notables que la parte que comprende la montaña de Cadi, poblada de pinos: sus prados artificiales contienen yerbas de pasto de buena calidad. caminos: dirijen á Seo de Urgel, Tuixent, Cornellana y Labausa. La correspondencia la reciben del primero de estos puntos por espreso. prod.: trigo, legumbres y patatas; se cria ganado lanar, cabrío, vacuno y de cerda, y hay caza de liebres, conejos y perdices. pobl.: 27 vec., 160 alm. cap. imp.: 38,609 rs. contr.: el 14'28 por 100 de esta riqueza. presupuesto municipal: 88 rs. que se cubren por reparto vecinal.
Historia. Mandado fortificar este pueblo por el Gobierno de S. M. la reina, se dispuso que los nacionales del pueblo de Tuixent fuesen los que lo guarneciesen; pero en el mes de julio de 1835, una infame traicion fraguada por algunos vec. de dicho pueblo, facilitó la entrada en él á los partidarios de D. Carlos, que lo verificaron al amanecer: una sorpresa tan inesperada consternó á la escasa guarnicion encargada de la defensa de este punto, y les obligó á retirarse con rapidez á la igl.; pero encerrada en ella esta pequeña fuerza, se defendieron por espacio de algunas horas con una bizarría y heroismo admirables; mas esto no fué sino dilatar por este corto tiempo una muerte cruel, que les fué dada habiendo pegado fuego á la igl., dentro de la cual fueron devorados por las llamas en número de 20 á 25, salvándose únicamente aquellos que no tuvieron tiempo de encerrarse en en ella.
(Madoz, 1847, pp. 148-149)

## Demografía
| Gráfica de evolución demográfica de Fornols entre 1842 y 1970 |
| |
| Población de derecho según los censos de población del INE Población de hecho según los censos de población del INEEntre el censo de 1857 y el anterior, crece el término del municipio porque incorpora a 255001 (Adrahent), 255137 (Cornellana) Entre el censo de 1981 y el anterior, este municipio desaparece porque se agrupa en el municipio 25909 (La Vansa Fornols) |

En la actualidad pertenece al municipio de La Vansa Fornols. En 2022 la entidad singular de población tenía censados 24 habitantes y el núcleo de población 17 habitantes.